# Douglas Russell
Douglas Albert Russell (Midland, 20 febbraio 1947) è un ex nuotatore statunitense.

## Biografia
Specializzato nello stile farfalla, ha vinto la medaglia d'oro nei 100 m di specialità e nella staffetta 4 × 100 m misti ai Giochi olimpici di Città del Messico 1968.
È diventato uno dei Membri dell'International Swimming Hall of Fame.

## Palmarès
- Olimpiadi

Città del Messico 1968: oro nei 100 m farfalla e nella staffetta 4 × 100 m misti.
- Giochi panamericani

1967 - Winnipeg: oro nei 200 m misti e nella staffetta 4 × 100 m misti.